# Донован, Тейт
Тейт Донован (англ. Tate Donovan; род. 25 сентября 1963, Нью-Йорк, США) — американский актёр и телевизионный режиссёр, наиболее известный по роли в сериале «Схватка» (2007—2010).

## Карьера
Тейт Донован появился в более восьмидесяти телесериалах и фильмах на протяжении своей карьеры. Благодаря своей мальчишеской внешности в конце восьмидесятых и начале девяностых он исполнял роли подростков в таких кинофильмах как «Пикник в космосе» (1986), «Чистый и трезвый» (1988) и «Мемфисская красотка» (1990). Его первая главная роль на большом экране была в романтической комедии «Любовный напиток № 9» (1992). Также он появился в фильмах «Равноденствие», «Записки Манки Зеттерлэнда», «Святые узы брака», «Тонкая розовая линия», «Пароль «Рыба-меч»», «Доброй ночи и удачи», «Нэнси Дрю» и «Операция «Арго»». В 1997 году он озвучил главного героя анимационного фильма «Геркулес».
На телевидении Донован сыграл роль бойфренда Дженнифер Энистон в четвёртом сезоне ситкома «Друзья». Ранее он сыграл главную роль в ситкоме «Партнеры», который был закрыт после одного сезона, несмотря на хорошие отзывы от критиков, а также озвучил заглавного персонажа мультсериала «Геркулес» в 1998-99 годах. С 2003 по 2006 год он снимался в сериале «Одинокие сердца».
Донован сыграл роль адвоката и помощника главной героини в сериале «Схватка» в 2007—2010 годах. Его персонаж был зверски убит в конце третьего сезона. Как режиссёр он снял эпизоды сериалов «Одинокие сердца», «Медиум», «Части тела», «Дурман», «Сплетница», «Хор» и «Схватка». В 2012 году он получил одну из центральных ролей в прайм-тайм мыльной опере «Обман», закрытой после одного сезона. В 2013 году он получил роль в сериале «Заложники» с Тони Коллетт.

## Личная жизнь
Донован встречался с актрисами Дженнифер Энистон, Сандрой Буллок и Лорен Грэм. С 2005 по 2008 год он был женат на Коринн Кингсбери, у них нет детей. Он являлся активным сторонником Барака Обамы на президентских выборах 2008 и 2012 годов.